# Turenne (panserkrydser)
Den franske panserkrydser Turenne var sammen med søsterskibet Bayard de første rigtige franske panserkrydsere. Tidligere udrustede den franske marine små panserskibe til krydsertjeneste, men de var for langsomme til at være rigtige krydsere. Turenne havde skroget bygget af træ og overbygningen af stål. Det var den første panserkrydser med hovedarmeringen anbragt i drejetårne. Navnet er til ære for Henri de la Tour d'Auvergne, Vicomte af Turenne, som var marskal af Frankrig og en af Frankrigs største generaler.

## Tjeneste
Turenne blev i januar 1885 sendt fra Frankrig som flagskib for en flådestyrke, der skulle forstærke den franske eskadre i fjernøsten. Den nåede frem i april, for sent til at deltage i søslagene i krigen mod Kina i 1884-85. Udgik af tjeneste i 1901.